# Campionato mondiale di hockey su ghiaccio 1930
Il 4º Campionato mondiale di hockey su ghiaccio, valido anche come 15º campionato europeo di hockey su ghiaccio, fu il primo a non essere disputato come torneo olimpico. La International Ice Hockey Federation decise che dal 1930 si sarebbe disputato annualmente il campionato del mondo, che negli anni olimpici sarebbe stato il torneo olimpico stesso ad assegnare il titolo di campione del mondo e che i risultati delle squadre europee al mondiale avrebbero determinato la classifica del campionato europeo.
Il torneo si svolse dal 31 gennaio al 10 febbraio 1930. Originariamente assegnato a Chamonix-Mont-Blanc, dopo le semifinali della fase preliminare la pista ghiacciata divenne impraticabile a causa del maltempo, ed il mondiale fu spostato giocoforza altrove: la scelta ricadde su Berlino. L'Austria, sconfitta nelle semifinali del preliminare, chiese ed ottenne che la finale di consolazione si disputasse a Vienna.
La formula del torneo fu disputata come un challenge: venne disputato un torneo preliminare, composto a sua volta da una fase preliminare a sei squadre, le cui tre vincenti entravano nel tabellone principale con quarti di finale, semifinali e finale; la squadra vincitrice del torneo otteneva la possibilità di sfidare, in gara unica, i campioni del Canada. A vincere furono proprio i canadesi, davanti alla Germania, campione d'Europa, e alla Svizzera.

## Torneo preliminare

### Turno preliminare
| Chamonix-Mont-Blanc 31 gennaio 1930 | Germania | 4 – 2 (0-2; 1-0; 3-0) | Regno Unito | Stadio olimpico di Chamonix |

| Chamonix-Mont-Blanc 31 gennaio 1930 | Ungheria | 2 – 0 (0-0; 2-0; 0-0) | Italia | Stadio olimpico di Chamonix |

| Chamonix-Mont-Blanc 31 gennaio 1930 | Francia | 4 – 1 (0-1; 2-0: 2-0) | Belgio | Stadio olimpico di Chamonix |

### Fase ad eliminazione diretta
|  | Quarti di finale | Quarti di finale | Quarti di finale |          |          | Semifinali | Semifinali | Semifinali |  |  | Finale | Finale | Finale |  |
|  |                  |                  |                  |          |          |            |            |            |  |  |        |        |        |  |
|  | Polonia          | Polonia          | 5                |          |          |            |            |            |  |  |        |        |        |  |
|  | Polonia          | Polonia          | 5                |          |          |            |            |            |  |  |        |        |        |  |
|  | Giappone         | Giappone         | 0                |          |          |            |            |            |  |  |        |        |        |  |
|  | Giappone         | Giappone         | 0                |          | Polonia  | Polonia    | 1          |            |  |  |        |        |        |  |
|  |                  |                  |                  |          | Polonia  | Polonia    | 1          |            |  |  |        |        |        |  |
|  |                  |                  | Germania         | Germania | 3        |            |            |            |  |  |        |        |        |  |
|  | Germania         | Germania         | Germania         | Germania | 3        | 4          |            |            |  |  |        |        |        |  |
|  | Germania         | Germania         |                  |          |          |            |            |            |  |  |        |        |        |  |
|  | Ungheria         | Ungheria         | 1                |          |          |            |            |            |  |  |        |        |        |  |
|  | Ungheria         | Ungheria         | 1                |          | Germania | Germania   | 2          |            |  |  |        |        |        |  |
|  |                  |                  |                  |          |          |            |            |            |  |  |        |        |        |  |
|  |                  |                  | Svizzera         | Svizzera | 1        |            |            |            |  |  |        |        |        |  |
|  | Svizzera         | Svizzera         | Svizzera         | Svizzera | 1        | 3          |            |            |  |  |        |        |        |  |
|  | Svizzera         | Svizzera         |                  |          |          |            |            |            |  |  |        |        |        |  |
|  | Cecoslovacchia   | Cecoslovacchia   | 1                |          |          |            |            |            |  |  |        |        |        |  |
|  | Cecoslovacchia   | Cecoslovacchia   | 1                |          | Svizzera | Svizzera   | 2          |            |  |  |        |        |        |  |
|  |                  |                  |                  |          | Svizzera | Svizzera   | 2          |            |  |  |        |        |        |  |
|  |                  |                  | Austria          | Austria  | 1        |            |            |            |  |  |        |        |        |  |
|  | Francia          | Francia          | Austria          | Austria  | 1        | 1          |            |            |  |  |        |        |        |  |
|  | Francia          | Francia          |                  |          |          |            |            |            |  |  |        |        |        |  |
|  | Austria          | Austria          | 2                |          |          |            |            |            |  |  |        |        |        |  |

#### Quarti di finale
| Chamonix-Mont-Blanc 1º febbraio 1930 | Polonia | 5 – 0 (2-0; 2-0; 1-0) | Giappone | Stadio olimpico di Chamonix |

| Chamonix-Mont-Blanc 1º febbraio 1930 | Svizzera | 3 – 1 (2-1; 1-0; 0-0) | Cecoslovacchia | Stadio olimpico di Chamonix |

| Chamonix-Mont-Blanc 1º febbraio 1930 | Germania | 4 – 1 (1-0; 0-0; 3-1) | Ungheria | Stadio olimpico di Chamonix |

| Chamonix-Mont-Blanc 1º febbraio 1930 | Francia | 1 – 2 (1-1; 0-0; 0-1) | Austria | Stadio olimpico di Chamonix |

#### Semifinali
| Chamonix-Mont-Blanc 2 febbraio 1930 | Polonia | 1 – 3 (1-1; 0-2; 0-0) | Germania | Stadio olimpico di Chamonix |

| Chamonix-Mont-Blanc 1º febbraio 1930 | Svizzera | 2 – 1 (0-0; 1-1; 1-0) | Austria | Stadio olimpico di Chamonix |

#### Finale per il 4º posto
| Vienna 5 febbraio 1930 | Austria | 2 – 0 (0-0; 0-0; 2-0) | Polonia | Wiener Eislaufverein |

#### Finale del torneo preliminare
| Berlino 9 febbraio 1930 | Germania | 2 – 1 (0-1; 1-0; 1-0) | Svizzera | Sportpalast |

## Finale
| Berlino 10 febbraio 1930 | Germania | 1 – 6 (1-2; 0-2; 0-2) | Canada | Sportpalast |

## Graduatoria finale
| Pos | Squadra        |
| --- | -------------- |
|     | Canada         |
|     | Germania       |
|     | Svizzera       |
| 4   | Austria        |
| 5   | Polonia        |
| 6   | Cecoslovacchia |
| 7   | Ungheria       |
| 8   | Francia        |
| 9   | Giappone       |
| 10  | Regno Unito    |
| 11  | Italia         |
| 11  | Belgio         |

| Campione del mondo di hockey su ghiaccio 1930 |
| Canada 4º titolo                              |

| Pos | Squadra  | Formazione |
| --- | -------- | --- |
|     | Canada   | Percy Timpson, Joseph Griffin, Frederick Radke, Alexander Park, Wallace Adams, Howard Armstrong, Albert Clayton, Gordon Grant, Donald Hutchinson                 |
|     | Germania | Walter Leinweber, Franz Kreisel, Erich Römer, Martin Schrötle, Rudolf Ball, Gustav Jaenecke, Heinrich Herker, Günther Kummetz, Alfred Heinrich, Marquard Slevogt |
|     | Svizzera | Albert Künzler, Emil Eberle, Albert Geromini, Beat Rüedi, Albert Rudolf, Heini Meng, Conrad Torriani, Bibi Torriani, Fritz Kraatz, Robert Fuchs, Carletto Mai    |

## Campionato europeo
Il torneo fu valido anche per il 15º campionato europeo e venne utilizzata la graduatoria finale del campionato mondiale per determinare le posizioni in classifica; escluso il Canada quindi la vittoria andò per la prima volta alla Germania, giunta seconda.
| Pos | Squadra        |
| --- | -------------- |
|     | Germania       |
|     | Svizzera       |
|     | Austria        |
| 4   | Polonia        |
| 5   | Cecoslovacchia |
| 5   | Ungheria       |
| 5   | Francia        |
| 8   | Italia         |
| 8   | Regno Unito    |
| 8   | Belgio         |